# For Husbands Only
For Husbands Only er en amerikansk stumfilm fra 1918 af Phillips Smalley og Lois Weber.

## Medvirkende
- Mildred Harris som Toni Wilde
- Lew Cody som Rolin Van D'Arcy
- Fred Goodwins som Samuel Dodge
- Kathleen Kirkham som Mrs. Ellis
- Henry A. Barrows som Henry A. Barrows